# 소찬
소찬(蘇燦)은 청나라 말기 광동 지역에서 무예로 이름이 높았던 광동십호의 한 사람으로 소걸아(蘇乞儿, 소씨 성을 가진 거지) 또는 소화자라고도 부른다.

## 영화 속의 소찬
영화 《취권》에서 소화자로 등장하며 주인공 비홍을 가르친다. 2010년에 소찬을 주인공으로 한 《소걸아: 취권의 창시자》가 개봉했다.